# El Chapo

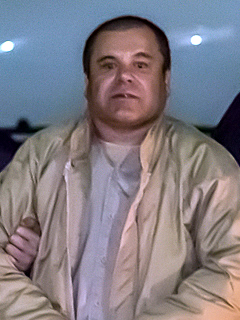
Joaquín Guzmán alias „El Chapo“ (2017)

El Chapo (spanisch für Der Kleine), bürgerlich Joaquín Archivaldo Guzmán Loera (* 4. April 1957 in La Tuna, Municipio Badiraguato, Sinaloa), ist der ehemalige oberste Chef des Sinaloa-Kartells, eines mexikanischen Drogenkartells. Er gehörte zu den meistgesuchten Drogenbossen in Mexiko und in den Vereinigten Staaten. El Chapo gelang es 2001 und 2015, aus mexikanischen Hochsicherheitsgefängnissen zu entkommen. Am 8. Januar 2016 wurde er ein halbes Jahr nach seiner zweiten Flucht erneut von mexikanischen Fahndern festgenommen. Die US-Bundesstaaten Kalifornien und Texas stellten Auslieferungsersuchen, jeweils für Anklagen wegen Drogenhandels und Mordes. Am 19. Januar 2017, dem letzten Amtstag von US-Präsident Barack Obama, wurde El Chapo per Flug nach Long Island in New York an die USA ausgeliefert. Er ist im Bundesgefängnis ADX Florence inhaftiert.

## Leben

### Jugend und Aufstieg
El Chapo wurde auf einer Farm geboren und hat sechs Geschwister. Sein Vater war Viehzüchter. El Chapo verließ die Schule nach der dritten Klasse und wurde in den 1970er Jahren Gefolgsmann von Amado Carrillo Fuentes (Gründer des Juárez-Kartells) und Miguel Ángel Félix Gallardo (Drogenboss und Mitbegründer des Guadalajara-Kartells). Seine Aufgabe war es, Kokainflüge aus Kolumbien zu koordinieren.
Anfang der 1980er Jahre etablierte er sich als Logistikchef im Sinaloa-Kartell. Ab spätestens Ende der 1990er Jahre führte er das Kartell gemeinsam mit Ismael Zambada García bis zu seiner zweiten bzw. dritten Verhaftung. Deswegen wird ihr Verhältnis als eng bzw. freundschaftlich beschrieben. Am 24. Mai 1993 verübten Auftragsmörder eines gegnerischen Kartells einen Anschlag auf El Chapo, dem sieben Menschen, darunter Erzbischof Juan Jesús Kardinal Posadas Ocampo, zum Opfer fielen.

### Erste Verhaftung und Flucht
Er wurde am 9. Juni 1993 in Guatemala verhaftet, an Mexiko ausgeliefert und zu 20 Jahren und neun Monaten Gefängnis verurteilt. Am 19. Januar 2001 floh er aus dem Hochsicherheitsgefängnis Puente Grande im Bundesstaat Jalisco: Ein Wärter öffnete seine Zellentür, und El Chapo versteckte sich in einem Wäschetransporter.
Andere Quellen behaupten hingegen, El Chapo habe einen Deal mit Mexikos Präsidenten Vicente Fox geschlossen. Fox soll sich in einem finanziellen Engpass befunden und 20 Mio. US-Dollar für die Freilassung erhalten haben. Laut Don Winslow, der El Chapo 2015 als Boss in seinem Roman Das Kartell porträtierte, gebe es Zeugen, denen zufolge dieser einfach aus dem Gefängnis spaziert sei.

### Vermögen
El Chapo (mexikanischer Ausdruck für „Der Kleine“, wegen seiner Körpergröße von 1,68 Meter) wurde 2009 von der Zeitschrift Forbes auf Platz 41 der Liste der mächtigsten Menschen der Welt geführt, im Jahr 2012 war er auf dem 63. Platz. El Chapo verfügte 2012 über ein Vermögen von etwa einer Milliarde Dollar. Auf Informationen, die zu seiner Verhaftung führen, war eine Belohnung von sieben Millionen US-Dollar ausgesetzt (Stand: 2011).

### Zweite Verhaftung und Flucht
Am 22. Februar 2014 wurde El Chapo in der mexikanischen Küstenstadt Mazatlán in einer gemeinsamen Operation von mexikanischen Marineinfanteristen und der US-amerikanischen Antidrogenbehörde DEA festgenommen. Wenige Tage danach demonstrierten mehrere Tausend Menschen in Sinaloa für seine Freilassung.
Am Abend des 11. Juli 2015 entkam er aus dem mexikanischen Hochsicherheitsgefängnis Altiplano erneut. Diesmal floh er durch einen 1,5 Kilometer langen, 1,70 Meter hohen und 80 Zentimeter breiten Tunnel, der in die Dusche von El Chapos Zelle reichte. Der Bodenbereich der Zelle war nur teilweise von Überwachungskameras erfasst, sodass El Chapo die Möglichkeit hatte, ungesehen in einem 50 × 50 Zentimeter großen Loch im Boden zu verschwinden. Bis 2016 war er flüchtig und wurde nach dem Ausbruch in den USA erneut zum Staatsfeind Nummer 1 erklärt.
Beim Versuch einer Festnahme – im Oktober 2015 nahe Cosalá – wurde El Chapo offenbar im Gesicht und am Bein verletzt. Er konnte den Sicherheitskräften jedoch gemeinsam mit seinen Leibwächtern entkommen.

### Dritte Verhaftung

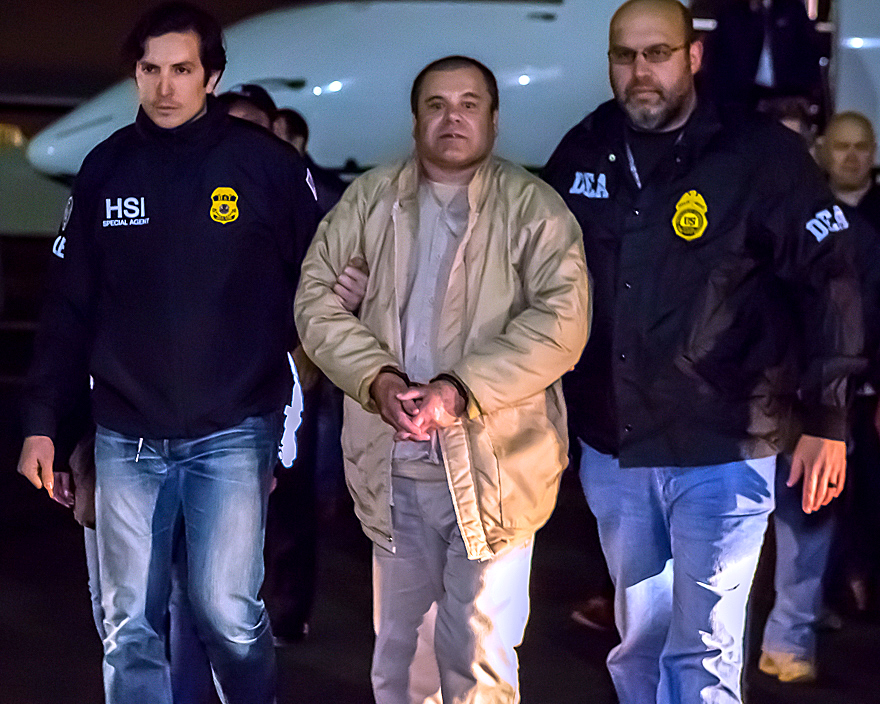
El Chapo in Gewahrsam (Januar 2017)

Nach fast einem halben Jahr auf der Flucht wurde El Chapo am 8. Januar 2016 in Los Mochis von Marineinfanteristen erneut gefasst. Dabei wurden fünf Personen getötet und ein Soldat verletzt. Nach der Verhaftung wurde in der Presse darüber spekuliert, ob ein Exklusiv-Interview, das der Schauspieler Sean Penn mit dem Drogenbaron für das amerikanische Musikmagazin Rolling Stone im Oktober 2015 führte, durch die bei dieser Gelegenheit abgefangenen SMS-Kurznachrichten der Auslöser für die Verhaftung war. Beteiligt war auch der mexikanische Telenovela-Star Kate del Castillo, die bei der Vermittlung eine Rolle spielte, da El Chapo, ein Anhänger der Schauspielerin, sie unbedingt treffen wollte.
In der Nacht vom 15. auf den 16. August 2016 verschleppten mehrere Bewaffnete den Sohn von El Chapo, Jesús Alfredo Guzmán, zusammen mit fünf anderen Personen aus einem Restaurant in Puerto Vallarta. Laut dem Generalstaatsanwalt des Bundesstaates Jalisco, Eduardo Almaguer, gehörten die Entführer zu dem Kartell Jalisco Nueva Generación (CJNG).
El Chapo wurde am 19. Januar 2017 offiziell an die Vereinigten Staaten ausgeliefert. Der mexikanische Richter, der die Auslieferung schon einige Monate zuvor angeordnet hatte, war deswegen bereits im Oktober 2016 getötet worden.
Als Nachfolger El Chapos in der Führung des Sinaloa-Kartells etablierte sich in einem Machtkampf 2016/17 zunächst Dámaso López Núñez, genannt El Licenciado, ein langjähriger Weggefährte und Berater El Chapos, der im Mai 2017 vom mexikanischen Militär gefasst wurde. Einige Sicherheitsexperten vermuten, er stecke hinter der Entführung der Söhne von El Chapo im August 2016 und habe sich mit dem CJNG verbündet, um sich gegen das Lager der Familie Guzmán durchzusetzen, die ihn nicht akzeptierte. Bereits seit 2015 soll das Kartell zwischen Anhängern und Gegnern der Familie El Chapos gespalten gewesen sein.

### Prozess
Am 5. November 2018 begann am Bezirksgericht in Brooklyn der Prozess gegen El Chapo (United States of America v. Joaquín Guzmán Loera). Die dafür nötigen zwölf Geschworenen sollten aus Sicherheitsgründen anonym bleiben. Zunächst sollten rund 40 potenzielle Jurymitglieder befragt werden. Die Eröffnungsplädoyers fanden am 13. November statt. Die Staatsanwaltschaft warf El Chapo vor, mit Drogenschmuggel und anderen illegalen Geschäften Milliarden US-Dollar verdient zu haben. Etwa ein Dutzend Staatsanwälte waren in New York City mit dem Fall betraut. Am 12. Februar 2019 wurde er in allen Anklagepunkten, darunter Drogenhandel, Menschenhandel, Waffenmissbrauch zur Drogenkriminalität und Teilnahme an einer Verschwörung zur Geldwäsche, schuldig gesprochen und am 17. Juli 2019 zu einer lebenslangen Freiheitsstrafe ohne Möglichkeit der Aussetzung zur Bewährung plus zusätzlich 30 Jahre verurteilt, da einer der Urteilspunkte, die fortgesetzte kriminelle Unternehmenstätigkeit („engaging in a continuing criminal enterprise“), mit einer zwingend lebenslangen Freiheitsstrafe („mandatory life sentence“) ohne die Möglichkeit der späteren Aussetzung zur Bewährung sanktioniert wird. Er verbüßt seine Haftstrafe seither im US-amerikanischen Bundesgefängnis ADX Florence.

### Privates
El Chapo heiratete im November 2007 in vierter Ehe Emma Coronel Aispuro. Aus dieser Ehe gingen im August 2011 Zwillingstöchter hervor.
Emma Coronel Aispuro gab am 6. Juni 2021 zu, dass sie ihrem Ehemann geholfen hatte, sein kriminelles Imperium zu führen.
Sein Sohn Ovidio Guzmán (* 29. März 1990) wurde Anfang 2023 im Bundesstaat Sinaloa von Soldaten festgenommen und im September 2023 an die USA ausgeliefert. Ein weiterer Sohn, Joaquín Guzmán Lopez (* 16. Juli 1986), wurde am 25. Juli 2024 gemeinsam mit Ismael Zambada García (alias El Mayo) in El Paso (Texas) festgenommen.

## Film und Fernsehen
- 2014: El Chapo – Im Namen des Kartells; Dokumentarfilm über den mexikanischen Joaquín „El Chapo“ Guzmán.
- 2016: Chapo: el escape del siglo; Film über El Chapo.
- 2017: El Chapo; Serie über den Aufstieg und Fall des mexikanischen Drogenbosses El Chapo vom Sinaloa-Kartell.
- 2017: Der Tag, an dem ich El Chapo traf (OT: The Day I Met El Chapo: The Kate del Castillo Story); Die mexikanische Schauspielerin Kate del Castillo erzählt in drei Episoden, wie es zu einem Treffen zwischen ihr, Sean Penn und El Chapo kam.
- 2018: Die 5. Episode der Netflix-Dokureihe namens Drug Lords handelt von El Chapo.
- 2018: Die 3. Episode der History-Dokureihe namens Kingpin – Die größten Verbrecherbosse handelt von El Chapo.
- 2018: Darstellung in der Serie Narcos: Mexico, durch Alejandro Edda.

## Podcast
- Geschichte: Drogen, Geld und Blut: El Chapo und die mexikanischen Narcos, Sendung von Niklas Fischer und Hannes Liebrandt, 10. Dezember 2021, ARD Audiothek (Bayern 2)